# ケイ皮酸ベンジル
ケイ皮酸ベンジル(Benzyl cinnamate)は、ケイ皮酸とベンジルアルコールからなるエステルである。

## 天然の存在
ケイ皮酸ベンジルは、ペルーバルサムやトルーバルサム、スマトラ島やペナン島産の安息香等に含まれ、またコパイババルサムの主成分である。

## 合成
塩化ベンジルと過剰量のケイ皮酸ナトリウムを水中で100-115℃に加熱するか、ジエチルアミンの存在下で、ケイ皮酸ナトリウムと過剰量の塩化ベンジルを加熱することで得られる。

## 利用
おむつかぶれ用の薬用クリームであるスドクリームの材料として用いられている。固定剤や香料として、香水に用いられる。また、抗生物質や抗菌剤としても用いられる。